# Badminton 1972
Höhepunkte des Badmintonjahres 1972 waren der Uber Cup 1972 sowie die All England, die Scottish Open, die German Open, die Dutch Open, die Denmark Open, die French Open und die Europameisterschaft.
==Internationale Veranstaltungen ==
| Veranstaltung | Herreneinzel   | Dameneinzel      | Herrendoppel                   | Damendoppel                    | Mixed                               |
| ------------- | -------------- | ---------------- | ------------------------------ | ------------------------------ | ----------------------------------- |
| All England   | Rudy Hartono   | Noriko Nakayama  | Christian Hadinata Ade Chandra | Machiko Aizawa Etsuko Takenaka | Svend Pri Ulla Strand               |
| Denmark Open  | Svend Pri      | Eva Twedberg     | Ng Boon Bee Punch Gunalan      | Noriko Nakayama Hiroe Yuki     | Wolfgang Bochow Marieluise Wackerow |
| French Open   | Herman Moens   | Margaret Gardner | Joël Guéguen Per Walsøe        | Margaret Gardner Yveline Hue   | Per Walsøe Yveline Hue              |
| German Open   | Sture Johnsson | Eva Twedberg     | Punch Gunalan Ng Boon Bee      | Anne Flindt Pernille Kaagaard  | Wolfgang Bochow Marieluise Wackerow |
| Swedish Open  | Svend Pri      | Eva Twedberg     | Erland Kops Svend Pri          | Margaret Beck Gillian Gilks    | David Eddy Gillian Gilks            |